# Joseph Bretault
Joseph Bretault est un prélat catholique français né le 5 août 1904 à Nantes et mort le 13 octobre 1985 à Bry-sur-Marne. 

## Biographie
Joseph-Marie-Eugène Bretault est le fils de Joseph Marie Victor Bretault, avocat, et de Marie-Anne Rosalie Rebsomen.
Ordonné prêtre pour la Société des missions africaines le 29 juin 1929, il est préfet apostolique de Ouahigouya en 1947 et évêque titulaire de Sufetula (de). Il est consacré le 28 octobre 1954 par Jean Villepelet avec comme co-consécrateurs   Charles Massé (fi) et André Fauvel. Il est ensuite vicaire apostolique puis premier évêque du diocèse de Koudougou de 1954 à 1965. Le 19 novembre 1965, il est nommé évêque titulaire de Cellae-en-Maurétanie (de).
Il prend part aux travaux du IIe concile œcuménique du Vatican.

## Publications
- Faites pénitence (1981)
- Priez pour les prêtres (1981)
- Le Renouveau des sacrements (1980)
- La Foi (1979)
- Voici ta Mère (1976)